# Чухланцев Май Пилипович
Май Пилипович Чухланцев (20 травня 1925, Ішим — 6 липня 1981, Севастополь) — український радянський живописець; член Спілки радянських художників України.

## Біографія
Народився 20 травня 1925 року в місті Ішимі (нині Тюменська область, Російська Федерація). Дитинство і юність провів на Уралі та Сахаліні. Під час радянсько-японської війни брав участь у Південно-Сахалінській операції.
З 1949 року у Севастополі, мешкав у будинку на вулиці Меншикова, № 21, квартира № 5. У 1954 році закінчив Тбіліське художнє училище.
Помер у Севастополі 6 липня 1981 року.

## Творчість
Працював у галузі станкового живопису. Серед робіт:
живопис
- «Дот, що заростає маками» (1960);
- «Російський хліб» (1969);
- «Легенда» (1969);

серії акварелей
- «Мій Севастополь» (1956—1970):
  - «Велика Морська» (1961);
- «Середня Азія» (1968).

Брав участь у республіканських та всесоюзних виставках з 1961 року. Персональна виставка відбулася у Севастополі у 1962 році.
Роботи живописця знаходяться в Севастопольському художньому музеї імені Михайла Крошицького, а також у приватних колекціях Росії, України та інших країн.